# 貧金屬

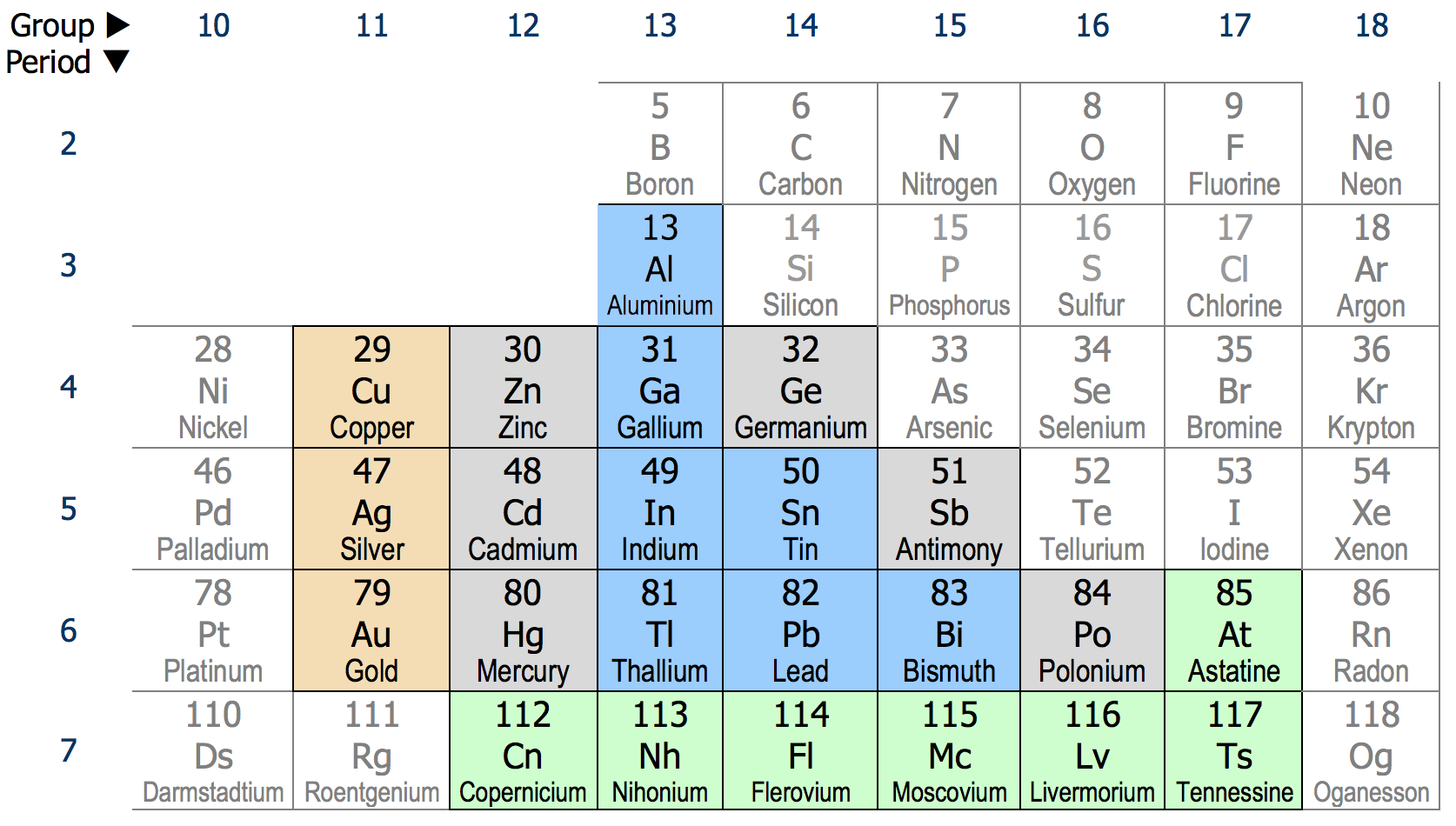
貧金属在元素周期表中的位置
一般會分類為貧金屬
依資料的不同，有時分類為貧金屬
可能是貧金屬，但目前對其性質所知不多

貧金屬（poor metals），也稱後過渡金屬（post-transition metals）、其他金屬（other metals）或p區金屬（p-block metals），用於指代位於元素周期表p區塊的金屬元素。相比過渡金屬，貧金屬的電負度較高，熔點和沸點較低，機械強度較差，并且也更软。
貧金屬不是一個嚴格的IUPAC承認的命名法，然而貧金屬約定俗成地包括鋁、鎵、銦、錫、鉈、鉛和鉍，有時也包括通常認為是類金屬或“半金屬”的鍺、銻和釙，以及性质和其他過渡金屬差异較大的12族元素（鋅、鎘、汞）。至於113至116號元素（鉨、鈇、鏌和鉝）的化學性質預測將與貧金屬相近，然而現在還無法大量製取以供研究。